# Den Osynlige
Pour plus de détails, voir Fiche technique et Distribution.
 Den Osynlige est un thriller suédois réalisé par Joel Bergvall et Simon Sandquist et sorti en 2002. Il s'agit d'une adaptation du roman Den Osynlige de Mats Wahl.

## Synopsis
Niklas (Gustaf Skarsgård) organise son départ pour Londres pour suivre des études d'écriture, échappant ainsi à l'emprise de sa mère (Li Bråhde) qui l'élève seule depuis la disparition de son père. Mais le jour de son départ des garçons de la clique d'Annelie (Tuva Novotny), une étudiante problématique impliquée dans un vol, viennent l'agresser en pleine forêt jusqu'à ce qu'ils le tuent, en le considérant le responsable du mouchardage de ce vol.
Le lendemain matin, Niklas sort de la forêt et va au lycée, mais personne ne le voit et il comprend qu'il est devenu un fantôme invisible, il doit alors résoudre le mystère de sa mort avant de mourir définitivement. Et la seule personne qui peut l'aider est Annelie.

## Distribution
- Gustaf Skarsgård : Niklas Erikson
- Tuva Novotny : Annelie Tullgren
- Thomas Hedengran : Thomas Larsson
- Li Brådhe : Kerstin Erikson
- David Hagman : Peter
- Pär Luttropp : Marcus
- Francisco Sobrado : Attis
- Joel Kinnaman : Kalle
- Jenny Ulving : Sussie
- Anna Hallström : Marie
- Catherine Hansson : Jeanette Tullgren
- Per Burell : Per Tullgren
- Norman Zulu : le père de Peter
- Robin Stegmar : le chauffeur de l'ambulance